# Ottó Szelky
Ottó Szelky (ur. 1895, zm. 21 lipca 1929 w Horány) – węgierski zapaśnik walczący w stylu klasycznym. Olimpijczyk z Paryża 1924, gdzie zajął dziewiąte miejsce w wadze ciężkiej.
Zajął szóste miejsce na mistrzostwach świata w 1920 roku.

## Letnie Igrzyska Olimpijskie 1924
| Konkurencja | Eliminacje              | Eliminacje              | Eliminacje            | Klas. końcowa |
| Konkurencja | Przeciwnik I            | Przeciwnik II           | Przeciwnik III        | Miejsce       |
| ----------- | ----------------------- | ----------------------- | --------------------- | ------------- |
| +82,5 kg    | Claes Johansson (SWE) P | Jaap Sjouwerman (NED) Z | Henri Deglane (FRA) P | 9.            |